# Cameraria microphylla
Cameraria microphylla Britton, 1912 è una pianta appartenente alla famiglia delle Apocinacee, endemica di Cuba.

## Distribuzione e habitat
L'areale di questa specie è ristretto alle province di Camaguey e Ciego de Avila (Cuba).

## Conservazione
La Lista rossa IUCN classifica Cameraria microphylla come specie in pericolo di estinzione (Endangered) a causa delle variazioni che subisce il suo habitat.